# Amaryllis maculata
Amaryllis maculata is een vlokreeftensoort uit de familie van de Amaryllididae. De wetenschappelijke naam van de soort is voor het eerst geldig gepubliceerd in 2004 door G. Vinogradov.